# Kitan (llengua)
El kitan (o khitan) ( en escriptura kitan gran o  en escriptura kitan petita), també conegut com a Khitai o Liao kitan, és una llengua altaica, actualment extingida, parlada pels Khitan entre els segles IV i XIII. Fou la llengua oficial de la dinastia Liao (907-1125) i de la Kara-khitai (1124-1218).

## Classificació
Sembla que el kitan està relacionat amb les Llengües mongòliques; Segons Juha Janhunen cada vegada sembla més clar que el kitan és una llengua radicalment diferent de les llengües mongòliques conegudes històricament. Si això fos correcte caldria classificar el kitan més aviat com una llengua paramongòlica.
Alexander Vovin (2017) afirma que el kitan té nombrosos préstecs de les llengües coreàniques, la qual cosa indica un contacte intensiu entre coreans i kitans. Tant la dinastia coreana Goryeo com la dinastia Liao kitan es proclamaven a si mateixes successores de Koguryö, per la qual cosa es pot assumir que els mots coreànics del kitan deriven de la llengua de Koguryö.

## Escriptura
El kitan s'havia escrit amb dos sistemes d'escriptura diferents, ambdós propis i alhora excloents, coneguts com a escriptura kitan gran i escriptura kitan petita. La gran és una escriptura logogràfica, com el xinès, i la petita, que és un sil·labari, es va utilitizar fins que la dinastia Jin (1115–1234), que era parlant de Jurchen, la va substituir el 1191.

## Registre escrit
La història de Liao conté un bon nombre de paraules kitan transcrites en caràcters xinesos en l'apartat titulat "Glossari de la llengua nacional" (國語 解). Es troba al capítol 116.
L'emperador Qianlong de la dinastia Qing va identificar erròniament el poble Kitan i la seva llengua amb els solons, cosa que el va portar a utilitzar el llenguatge solon per "corregir" les transcripcions de caràcters xinesos dels noms kitan en la Història de Liao en el seu projecte Tres històries imperials de Liao-Jin-Yuan d'explicació del llenguatge nacional (欽 定 遼 金 元 三 史 國語 解).
La dinastia Liao es referia a la llengua khitan amb el terme guoyu 國語, "llengua nacional", terme que també va ser utilitzat per altres ètnies xineses no han a la Xina per referir-se a les seves llengües, com el manxú de la dinastia Qing, el mongol clàssic durant la dinastia Yuan, el Jurchen durant el Jin i el Xianbei durant la dinastia Wei del Nord. Fins i tot avui, a Taiwan hom es referix al mandarí com Guoyu.